# Velarifictorus nigrithorax
Velarifictorus nigrithorax är en insektsart som först beskrevs av Lucien Chopard 1961.  Velarifictorus nigrithorax ingår i släktet Velarifictorus och familjen syrsor. Inga underarter finns listade i Catalogue of Life.